# Оцуки (город)
Оцуки (яп. 大月市 О:цуки-си) — город в Японии, находящийся в префектуре Яманаси. Площадь города составляет 280,30 км², население — 25 980 человек (1 августа 2014), плотность населения — 92,69 чел./км².

## Географическое положение
Город расположен на острове Хонсю в префектуре Яманаси региона Тюбу. С ним граничат города Уэнохара, Цуру, Косю, Фуэфуки, посёлок Фудзикавагутико и село Косуге.

## Население
Население города составляет 25 980 человек (1 августа 2014), а плотность — 92,69 чел./км². Изменение численности населения с 1980 по 2005 годы:
| 1980 | 35 404 чел. |  |
| 1985 | 34 914 чел. |  |
| 1990 | 34 941 чел. |  |
| 1995 | 35 199 чел. |  |
| 2000 | 33 124 чел. |  |
| 2005 | 30 879 чел. |  |

## Символика
Деревом города считается сакура, цветком — Lilium auratum.

## Достопримечательности
- Обезьяний мост